# Codorníu
Codorníu è un'azienda vinicola spagnola della Catalogna fondata nel 1551. È il principale produttore mondiale di spumante e cava prodotti secondo il metodo classico. La produzione annua è di 60 milioni di bottiglie. È la più antica azienda spagnola e tra le venti più antiche a livello mondiale.

## Storia
La famiglia Codorniu iniziò a commerciare vini a partire dalla metà del XVI secolo, come risulta da un documento dell'epoca a nome di Jaume Codorniu. Nel 1659, Anna Codorniu, l'ultima della famiglia a portarne il cognome, sposò Miquel Raventós, membro di un'altra famiglia di viticultori di grande prestigio, unendo così anche le rispettive attività. Da questo momento tutti gli eredi a capo dell'impresa porteranno il cognome Raventós.
Molti anni dopo, in seguito a una crisi nella produzione vinicola, l'azienda si riconverte in produttore di champagne, in seguito rinominato come cava per rispetto alla denominazione di origine francese. Fu nel 1872 che Josep Raventós i Fatjó, dopo un viaggio nella Champagne, iniziò a produrre lo spumante secondo il metodo classico, scelta allora pionieristica per la Spagna, e aprì una nuova sede produttiva nell'Alt Penedès.
La realizzazione delle cantine Codorníu di Sant Sadurní d'Anoia, importante esempio di architettura industriale modernista progettata da Josep Puig i Cadafalch, fu voluta da Manuel Raventós (1895-1915). All'epoca Codorníu produceva all'incirca 100.000 bottiglie di spumante all'anno e la dimensione dell'edificio apparì sproporzionatamente grande rispetto a questi volumi, senza contare la posizione lontana dalla ferrovia. Nel 1976 le cantine sono state dichiarate monumento storico di interesse artistico e possono essere visitate.
La famiglia Raventós-Codorníu mantiene tuttora il controllo dell'intera catena produttiva, dai vigneti fino alla vendita. L'azienda si è dotata di strutture molto moderne e ben attrezzate e, insieme all'azienda Freixenet, rappresenta il più importante produttore di cava della Catalogna.

## Prodotti
- Anna de Codorníu: è un tipo di spumante caratteristico dell'azienda Codorníu, prodotto dalla combinazione tra Chardonnay e tre vitigni classici del Penedès: Macabeo, Parellada e Xarel·lo. Si tratta del primo tipo di cava che impiega uve Chardonnay[4], premiato con la medaglia d'oro al mondiale di Bruxelles del 2010.[4] Il nome è stato scelto in omaggio a Anna Codorníu, ultima esponente della famiglia Codorníu.

## Fondo
Il 27 ottobre 2014 fu firmato un contratto tra l'azienda, la Generalitat de Catalunya e il Consiglio comarcale dell’Alt Penedès grazie al quale Codorniu concede in comodato d'uso all'Arxiu Comarcal de l'Alt Penedès la raccolta fotografica del proprio fondo perché possa curarne la conservazione e favorirne l'accesso, la consultazione e la diffusione.
Il fondo comprende settecento tra lastre di vetro, acetato e nitrato realizzate durante il periodo di attività aziendale che va dalla fine del XIX secolo all'inizio del XX. Il fondo è particolarmente importante sotto il profilo storico perché documenta con le immagini l'evoluzione tecnologica dell'industria vinicola, della produzione di cava e della vitivinocultura del Penedès e della zona di Sant Sadurní d’Anoia, così come del podere di Raïmat, nella regione di Lleida, nel periodo in cui si procedette al reimpianto dei vigneti dopo l'epidemia di filossera.